# Luern
Luern (Luernius ou Lovernios en gaulois) est un roi du peuple celte des Arvernes, dont le règne se situe au milieu du IIe siècle av. J.-C.. 

## Protohistoire

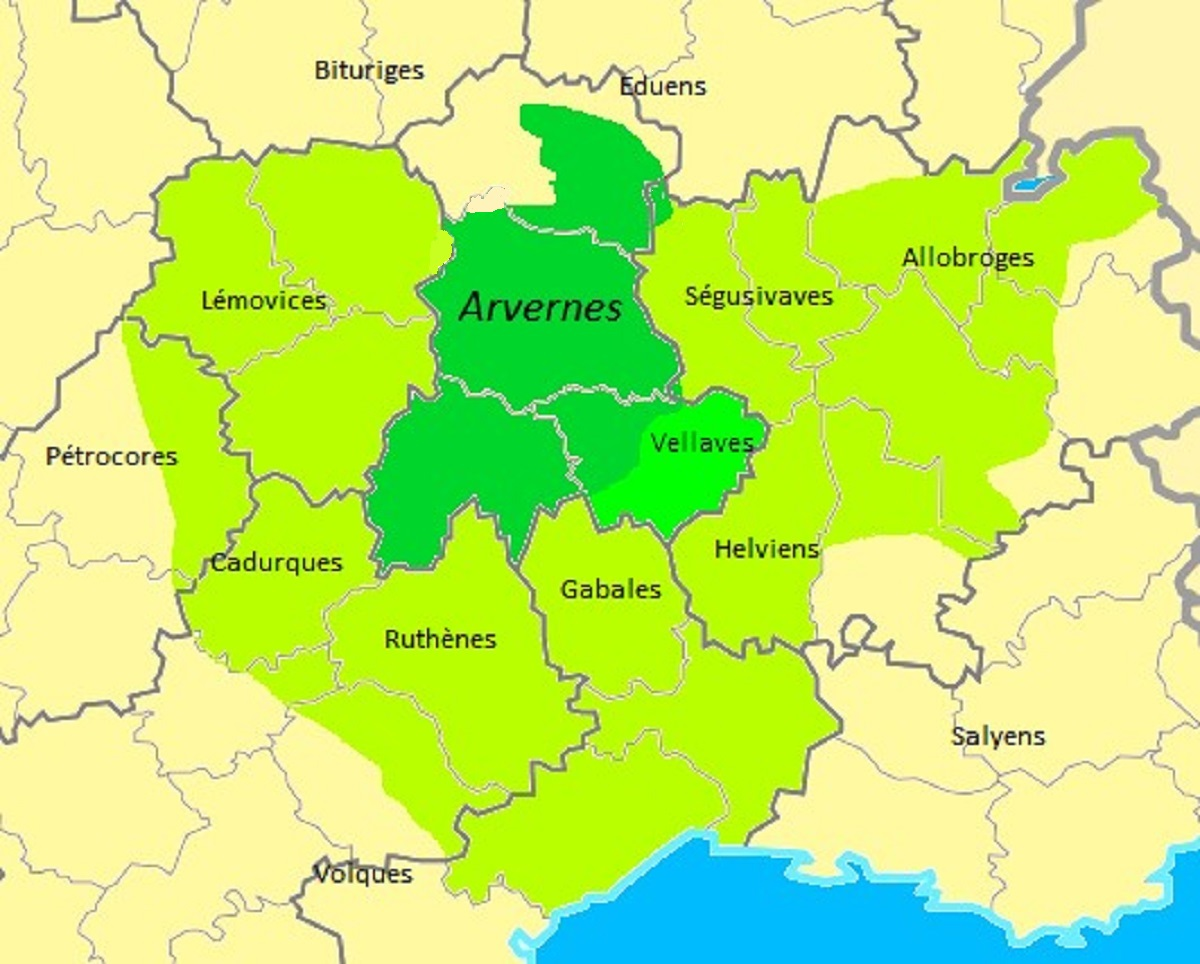
Arvernie sous Luern et sa zone d'influence selon Fabien Régnier et Jean-Pierre Drouin. Vert : Arvernes ; vert clair : peuples clients.

Premier roi arverne dont le nom nous est parvenu, Luern, fameux pour sa richesse et ses largesses, règne en Gaule au IIe siècle av. J.-C. Ce patronyme panceltique, qui signifie « renard », se retrouve en breton sous la forme louarn, en gallois llywarn et en vieil irlandais loarn.

« Luern, pour gagner la faveur de la multitude, se faisait transporter sur un char à travers les campagnes, et jetait de l’or et de l’argent aux myriades de Celtes qui le suivaient. Il faisait enclore un espace de douze stades carrés, sur lequel il faisait remplir des cuves avec des boissons d’un grand prix, et préparer de telles quantités de victuailles que, plusieurs jours durant, il était permis à ceux qui voulaient entrer dans l’enceinte de goûter aux mets qu'on avait préparés et qui étaient à disposition sans interruption. »

— Posidonios d'Apamée (Athénée, Deipnosophistes IV 37, 1-19)

« Bituit, qui guerroya contre Maximus et Domitius, avait pour père, ce Luern (Louérios en grec) dont les richesses et le faste étaient si extraordinaires que, pour faire montre à ses amis de son opulence, il se promenait sur un char dans la campagne, en semant çà et là de la monnaie d'or et d'argent, que ramassaient les gens qui le suivaient. »

— Strabon (Géographie, livre IV, II,3)
Ces témoignages confirment le concept celtique de la royauté, relevé notamment dans les textes mythiques irlandais : il incarne exactement le rôle du roi dans la société celtique, qui est d'assurer la prospérité du royaume et de procéder à la redistribution des richesses.
Luern est le père de Bituitos qui est battu par les Romains en 121 av. J.-C.. Cette défaite des Arvernes conduit à la création de la Gaule Narbonnaise.

## Archéologie
Les fouilles archéologiques récentes menées sur l'oppidum de Corent dans le Puy-de-Dôme, à une quinzaine de kilomètres au sud de Clermont-Ferrand, ont très certainement mis au jour un sanctuaire Arverne servant à ces distributions rituelles.
Le site a révélé une grande ville gauloise, oppidum de plusieurs dizaines d'hectares. Les fouilles menées depuis 2001, concentrées sur le centre de cette agglomération, l'ampleur, la variété et la richesse des vestiges, conduisent beaucoup d'archéologues à considérer que ce site pourrait avoir été la capitale politique et économique des Arvernes. Le centre de l'oppidum est occupé par un vaste sanctuaire du IIe siècle av. J.-C., lieu d'énormes banquets rituels où l'on consomme des tonnes de viande et des centaines de litres de vin dans des grandes cuves. Ce lieu est marqué par les signes du pouvoir de la dynastie du roi Luern, comme en témoignent les monnaies et les crânes de renard décoratifs retrouvés.

## Compléments

### Sources et bibliographie
- Stephan Fichtl, Les peuples gaulois, IIIe-Ier siècles av. J.-C. Éditions Errance, Paris, 2004,  (ISBN 2-87772-290-2)
- Christian-J. Guyonvarc'h et Françoise Le Roux, Les Druides, Ouest-France Université, coll. « De mémoire d’homme : l’histoire », Rennes, 1986,  (ISBN 2-85882-920-9).
- Venceslas Kruta, Les Celtes, Histoire et Dictionnaire, éditions Robert Laffont, coll. « Bouquins », Paris, 2000,  (ISBN 2-7028-6261-6).
- Consulter aussi la bibliographie sur les Celtes.